# Martha Stewart Living Omnimedia
Martha Stewart Living Omnimedia este o companie americană din domeniul media, cu activități în televiziune, publicații și comerț online.